# جان باپتیستا اش
جان باپتیستا ایش (John Baptist Ashe) (زادهٔ ۱۷۴۸ – درگذشتهٔ ۲۷ نوامبر ۱۸۰۲)، برده‌دار، عضو کنگره ایالات متحده و افسر ارتش قاره‌ای اهل هالیفاکس، کارولینای شمالی بود.

## زندگی‌نامه
او در ۱۷۴۸ میلادی در راکی پوینت در استان کارولینای شمالی زاده شد. وی فرزند ساموئل ایش و مری پورتر ایش (دختر عمو و نخستین خانمِ شوهر خود) بود. خانه پدر وی به‌نام نیک یاد می‌شد و در شمال‌شرقی رود کیپ فیر واقع شده بود. پدر وی فرماندار ایالت و برادر شبه‌نظامیان کارولینای جنوبی ژنرال جان ایش بود. جان حرف «a» را از نام میانی خود حذف نمود و به جان باپتیست ایش مشهور شود.
او تا سال ۱۷۹۰ میلادی حداقل به تعداد ۶۳ برده داشت.

### خدمت نظامی
او در جریان قیام ناظرین (رگلاتور) در ۱۷۷۱ میلادی، به عنوان ستوان در شبه‌نظامیان شهرستان نیو هانوفر در کارولینای شمالی خدمت کرد. بعدتر و با آغاز جنگ انقلاب آمریکا، او به عنوان یکی از شبه‌نظامیان داوطلب در بخشداری سالیبوری و بعداً در تیپ ششم کارولینای شمالی در خط کارولینای شمالی (ارتش قاره‌ای) خدمت نموده و یک گروهان «سرگردها» را هدایت می‌کرد. او در ۲۷ فوریه ۱۷۷۶ در نبرد پل مور کریک جنگید، اما پس از آن گردان‌های نیروهای داوطلب (minutemen) منحل گردیده و نیروهای آن به شبه‌نظامیان محلی و ارتش قاره‌ای ملحق گردید. او در نخست به عنوان سروان به تیپ ششم کارولینای شمالی پیوسته و بعداً به سرگرد و پس از آن به نایب سرهنگ ترفیع نمود. او در دره فورج حضور داشت و در ۱۱ سپتامبر ۱۷۷۷ در نبرد براندیوین کریک در پنسیلوانیا؛ در ۴ اکتبر ۱۷۷۷ در نبرد جرمن‌تاون در پنسیلوانیا؛ و در ۲۸ ژوئن ۱۷۷۸ در نبرد مونماوت در نیوجرسی جنگید.

### حرفه سیاسی
او در ۱۷۷۵ میلادی در مجلس نمایندگان استان کارولینای شمالی خدمت کرد. ایش به عنوان نماینده در مجلس عوام کارولینای شمالی (۱۷۸۴ – ۱۷۸۶ میلادی) انتخاب گردیده و در ۱۷۸۶ میلادی به عنوان رئیس این نهاد خدمت نمود. در ۱۷۸۷ میلادی، وی یک از نمایندگان در کنگره کنفدراسیون بود. در ۱۷۸۹ میلادی، ایش یکی از نمایندگان و همچنین رئیس هیئت همگانی در کنوانسیون فیتویل بود، کنوانسیونی که قانون اساسی ایالات متحده آمریکا را تصویب نمود. در همان سال، او در مجلس سنای کارولینای شمالی نیز خدمت کرد.
ایش به عنوان یک نامزد «مخالف-اداره کنونی» (که بعداً به حزب ضد-فدرالیست یا حزب دموکرات-جمهوری‌خواه مشهور شد) در نخستین کنگره ایالات متحده و دومین کنگره ایالات متحده انتخاب شده و از ۱۷۹۰ تا ۱۷۹۳ میلادی خدمت کرد.
مجلس عمومی کارولینای شمالی ایش را در ۱۸۰۲ میلادی به عنوان فرماندار این ایالت انتخاب کرد، اما وی قبل از اینکه کار خود را در این سمت آغاز نماید درگذشت. او در هالیفاکس به خاک سپرده شده‌است.

### خانواده
ایش در ۷ اکتبر ۱۷۷۹ با الیزابت مونتفورت ازدواج کرد. آنها در دامنه‌های هالیفاکس، کارولینای شمالی زندگی کردند. آنها یک پسر به‌نام ساموئل پورتر ایش داشتند که متولد ۱۷ ژوئیه ۱۷۹۱ بود.
برادرزاده وی جان باپتیستا ایش که همنام وی نیز بود، به عنوان نماینده تنسی در کنگره ایالات متحده خدمت کرد.